# باب کیلر
باب کیلر (به انگلیسی: Bob Keiller) (زاده ۲۹ ژانویه ۱۹۶۴) کارآفرین، بازرگان و مدیر ارشد اجرایی اسکاتلندی است، که تا سال ۲۰۱۶ به‌عنوان مدیر عامل اجرایی گروه وود فعالیت داشت و بعد از آن بازنشسته شد.
کیلر دانش‌آموخته دانشگاه هریوت-وات اسکاتلند است، که از سال ۲۰۱۲ تا ۲۰۱۶ مدیرعاملی گروه وود را برعهده داشت. این شرکت در حوزه نفت و گاز فعالیت می‌نماید.